# Kärnbränsle

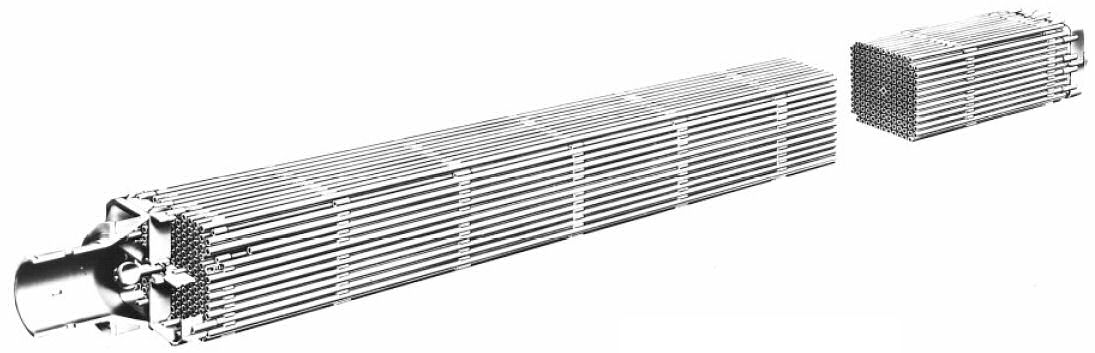
Ett bränsleknippe med fyra sektioner om 41 bränslestavar

Kärnbränsle är bränslet i kärnkraftverk, ett material som kan undergå fission eller fusion för att alstra kärnkraft. Kärnbränslen är de mest täta energikällorna som finns. Kärnbränslen i kärnbränslecykeln kan antingen syfta på själva bränslet, eller på sammansatta objekt såsom buntar av bränslestavar som innehåller själva bränslet blandat med strukturella, neutronmodererande eller neutronreflekterande material.

## Översikt
I världens två vanligaste typer av kärnreaktortyper (kokvattenreaktorer och tryckvattenreaktor) består bränslet av cylinderformade pellets (kutsar) av urandioxid anrikat i isotopen 235U, ibland med inblandning av gadolinium. Kutsarna har en höjd på cirka 10 mm och en diameter som är något mindre och placeras i rör av zirkoniumlegeringar. Sådana rör fyllda med bränslekutsar benämns ofta bränslestavar. Stavarna är cirka 4 m långa och sammansätts ofta i kvadratiska knippen om cirka 10 gånger 10 stavar för kokvattenreaktorer och ungefär 17 gånger 17 stavar i tryckvattenreaktorer. I bränsleknippen avsedda för andra reaktortyper kan bränslestavarna vara arrangerade i andra mönster med till exempel hexagonal eller cirkulär symmetri. En alternativ benämning på bränsleknippen är bränslepatroner. Förutom att hållas ihop i bränsleknippets botten och topp hålls stavarna på plats med ett antal nätliknande strukturer som benämns bränslespridare.
Varje kuts energiinnehåll motsvarar 800 liter dieselolja. Bränslet består i svenska kärnkraftverk av 3,8-4,8 procent Uran-235 och resterande del Uran-238, som nästan inte deltar i kärnreaktionerna. Det är framförallt U-235-isotopen som klyvs och alstrar energi. På grund av den höga neutronbestrålningen aktiveras dock 238uran till 239uran, som i sin tur sönderfaller till 239plutonium, som i sin tur kan genomgå fission och därmed utnyttjas som bränsle i reaktorn.
Kärnbränsleknippen för kokvattenreaktorer innehåller ofta tomma kanaler i centrum av knippet för att en relativt större mängd vatten ska kunna befinna sig inuti knippet och fungera som moderator. I den nedre delen av bränsleknippet blandar man i vissa bränslefabrikat in gadolinium som så kallad "brännbar absorbator", som suger upp neutroner och bromsar reaktionen i den aktivare nedre delen av härden. Detta gör man för att kompensera för den reaktiva nyladdade härden man har i början på driftsäsongen. Senare på säsongen har gadoliniumet konsumerats och bromsar inte längre reaktionen. 

## Tillverkare
Tre stora tillverkare av kärnbränsle dominerar i världen:
- Global Nuclear Fuel
- Areva (Framatome)
- Westinghouse Electric Company

### I Sverige
Redan 1968 startade Asea-Atom tillverkning i Västerås av bränsle för svenska kärnreaktorer.